# Marcelo Simão
Marcelo Nascif Simão (São João de Meriti, 8 de janeiro de 1961) é um advogado, empresário e político brasileiro. Na Assembléia Legislativa do Estado do Rio de Janeiro (ALERJ) foi presidente da Comissão de Transportes.

## Carreira política
Foi vereador por três mandatos em São João de Meriti, entre 1997 a 2007, quando renunciou ao cargo de vereador para assumir o mandato de deputado estadual, eleição que disputou em 2006, quando se elegeu pelo Partido Humanista da Solidariedade (PHS). Em 2008 foi candidato a prefeito de São João de Meriti pela coligação A Força do Povo pelo mesmo PHS, sendo derrotado no primeiro turno por Sandro Matos.
Foi reeleito deputado estadual pelo Partido Socialista Brasileiro (PSB) nas eleições de 2010, com mais de 45 mil votos. Quando o grupo ligado ao deputado Alexandre Cardoso foi expulso do partido, Simão saiu junto. Em 2014, Simão se reelegeu mais uma vez deputado estadual, desta vez pelo Partido do Movimento Democrático Brasileiro (PMDB), com 42 mil votos, e ainda disputou pela segunda vez as eleições para prefeito de São João de Meriti, no ano de 2016, pela coligação Meriti no Rumo Certo, mas perdeu de novo, desta vez para João Ferreira Neto.
Em abril de 2015, em polêmica votação, foi um dos parlamentares a votar a favor da nomeação de Domingos Brazão para o Tribunal de Contas do Estado do Rio de Janeiro, nomeação esta muito criticada na época. No dia 20 de fevereiro de 2017, foi um dos 41 deputados estaduais a votar a favor da privatização da CEDAE.
Em 17 de novembro de 2017, votou pela revogação da prisão dos deputados Jorge Picciani, Paulo Melo e Edson Albertassi, denunciados na Operação Cadeia Velha, acusados de integrar esquema criminoso que contava com a participação de agentes públicos dos poderes Executivo e do Legislativo, inclusive do Tribunal de Contas, e de grandes empresários da construção civil e do setor de transporte.
Nas eleições de 2018, Marcelo Simão não foi reeleito deputado estadual para a 12ª legislatura (2019–2023) da Assembleia Legislativa do Estado do Rio de Janeiro (Alerj). No pleito, como candidato do Progressistas (PP), Marcelo obteve 26.552 votos, ficando inicialmente com a 2ª suplência do partido.

## Presidente de honra da Unidos da Ponte
Entre os anos de 2019 e 2020 foi presidente de honra da Unidos da Ponte de São João de Meriti.

## Controvérsias

### Operação Furna da Onça
No dia 8 de novembro de 2018, Marcelo Simão foi preso por policiais federais que cumpriam mandado de prisão temporária expedido pelo Tribunal Regional Federal da 2ª Região (TRF-2) no âmbito da Operação Furna da Onça. De acordo com o Ministério Público Federal, o parlamentar recebia mensalmente uma quantia de 20 mil reais para que votasse na Assembleia Legislativa do Estado do Rio de Janeiro (Alerj) de acordo com os interesses do grupo político comandado pelo ex-governador Sérgio Cabral. Diferentemente de outros políticos, a Justiça não converteu a prisão temporária de Marcelo Simão para preventiva, no entanto o político ficou impedido de frequentar as dependências da Alerj até o fim de seu mandato como deputado estadual.
De acordo com o Ministério Público Federal (MPF), Marcelo Simão também tinha influência para nomeações em postos do Detran-RJ situados nos seguintes municípios fluminenses: Belford Roxo, Armação dos Búzios, Nova Iguaçu e São João de Meriti. As nomeações feitas pelo parlamentar eram para chefes de unidades, responsáveis pelas vistorias, e para assistentes. Os funcionários indicados para os postos também atuavam em campanhas políticas do político, garantindo-lhe votações expressivas em suas regiões de influência para nomeações. A disponibilização de cargos, tanto para Marcelo Simão quanto para outros deputados estaduais, era feita em troca de votos favoráveis na Assembleia Legislativa do Estado do Rio de Janeiro (Alerj) aos projetos de interesse do Grupo Facility/Prol, vencedor dos contratos para fornecimento de mão de obra nos postos do Detran-RJ, cujo proprietário era o empresário Arthur César Soares na época em que Sérgio Cabral era governador do Rio de Janeiro.